# Thomas Edmondston

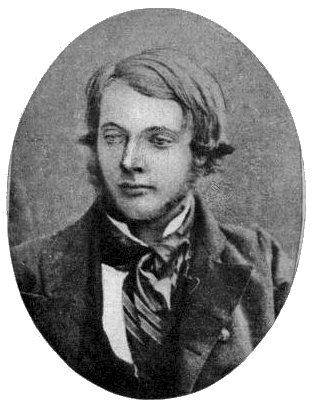
Thomas Edmondston

Thomas Edmondston ou  Edmonston (Bunesss, Shetland, 20 de setembro de 1825 — Sua, Atacamas, Equador, 24 de janeiro de 1846) foi um 
botânico inglês.

## Obras
- Phanerogamous Plants...observed in the Shetland Islands (1841),
- Additions to the Phaenogamic Flora of Ten miles around Edinburgh (1843),
- The Fauna of Shetland (1844),
- e The Flora of Shetland (1845).